# New York nella guerra di secessione americana

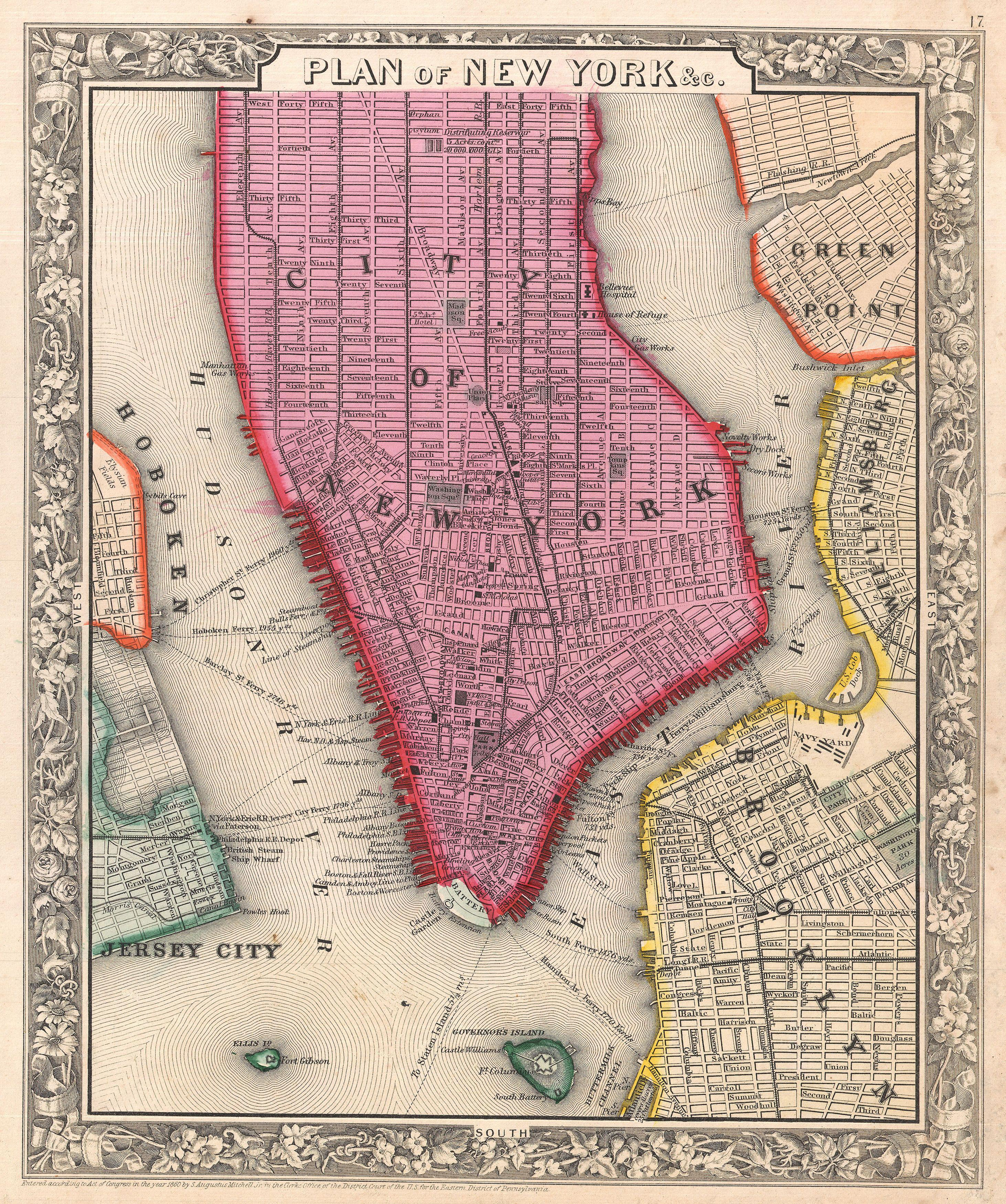
Cartografia di New York nel 1860.

New York nella guerra di secessione americana fu - nel suo complesso - una città vivace ed impegnata, tutta protesa a fornire un ampio ventaglio di truppe, una della basi e fonti principali dei rifornimenti, equipaggiamenti e finanziamenti da devolvere sia all'Union Army che all'Union Navy. Potenti figure pubbliche cittadine, uomini politici e redattori di giornali contribuirono in una maniera sostanziale a formare l'opinione pubblica per indirizzarla in direzione degli sforzi bellici e verso le politiche assunte dalla presidenza di Abraham Lincoln.
Il porto di New York, uno dei maggiori punti d'ingresso per gli immigrati delle varie nazionalità europee, funse da terreno di reclutamento in modo massiccio; soprattutto irlandesi americani e tedeschi americani parteciperanno al conflitto in un numero assai elevato. Ad un ritmo incalzante il favore nei confronti dell'impegno nel conflitto a solidificarsi e a potenziarsi proprio a New York.
Tuttavia i forti legami legali stretti con il Sud, la crescente popolazione immigrata e la rabbia contro la coscrizione obbligatoria decisa dall'amministrazione federale condussero a una divisione dei favori della gente, con alcuni uomini d'affari favorevoli agli Stati Confederati d'America e altri settori favorevoli all'Unione. I disordini di New York, denominati "Draft Riots" perché legati alla leva obbligatoria, furono una serie di tumulti avvenuti nel 1863 provocati principalmente dai forti timori riguardo alla perdita del posto di lavoro a causa della leva, e dal risentimento verso gli uomini più facoltosi che potevano acquisire con la corruzione scappatoie alla coscrizione; furono uno dei più gravi episodi di sommossa civile dell'intera storia degli Stati Uniti. Questo principio di rivolta portò alla ribalta una diffusa violenza su base etnica da parte degli irlandesi nei confronti degli afroamericani. La vicina e più popolosa Brooklyn, al contrario, si mantenne più favorevole alla guerra.

## Primi anni
La metropoli rimase a lungo la più grande, ed in molti modi, la città maggiormente influente della nazione. Già nel 1860 la propria popolazione era costituita da un melting pot, un'ampia varietà di culture, tradizioni, opinioni e punti di vista religiosi e politici assai diversificati. Quando, a seguito delle elezioni presidenziali del 1860 prese il via la secessione della Carolina del Sud, i newyorkese nella grande generalità dei casi sostennero con passione lo sforzo bellico; ma presto inizieranno ad emergere alla superficie anche diverse prime eccezioni notevoli.
La città, ma anche l'intero Stato di New York ebbero per decenni dei forti legami di natura eminentemente economica con gli Stati Uniti meridionali (compreso il commercio di schiavi); nel 1822 una buona metà dell'esportazione totale fu correlata alla fibra di cotone prodotto nelle grandi piantagioni schiaviste ed esso alimenterà anche le fabbriche dell'industria tessile della Nuova Inghilterra.

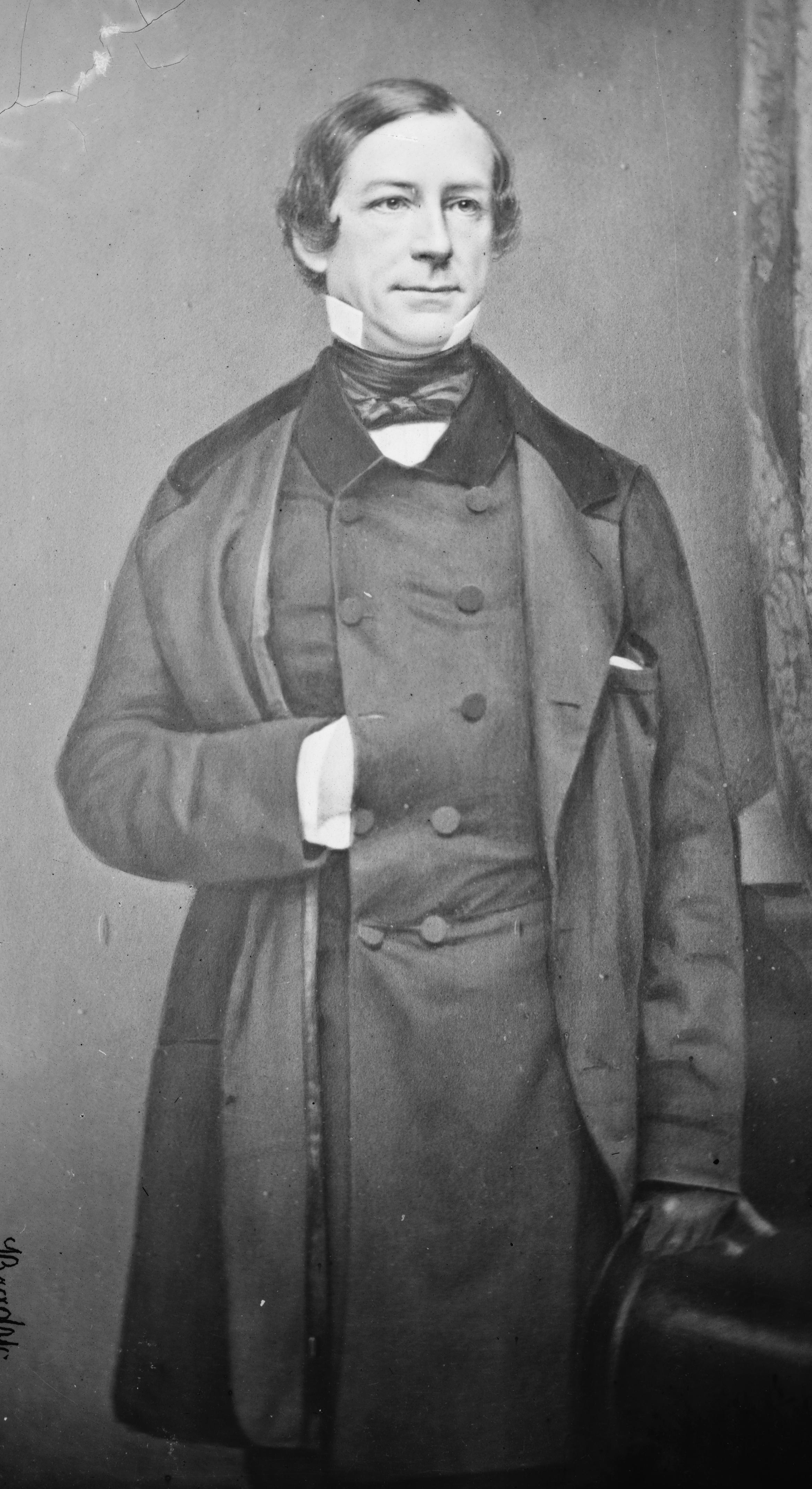
Il sindaco di New York Democratico Fernando Wood, apertamente filo-sudista.

Il sindaco di New York Fernando Wood riuscirà ad ottenere la riconferma per un secondo mandato servendo dal 1860 al 1862; rappresentò in un modo eclatante i diversi esponenti del Partito Democratico che nel Nord rimasero solidali con la causa secessionista: verranno denominati collettivamente Copperheads ("teste di rame" in segno dispregiativo) dai più convinti unionisti.
Predicheranno un pacifismo ad oltranza, la supina sottomissione alle richieste del Sud nel mantenere la schiavitù negli Stati Uniti d'America e non trascorrerà molto tempo prima che fossero incriminati per disfattismo, sabotaggio e implicita collusione col nemico. Lo stesso ex presidente Franklin Pierce non eviterà d'accusa scagliatagli contro di alto tradimento.
Nel gennaio del 1861 Wood suggerì al consiglio comunale che il territorio urbano sottoposto alla sua amministrazione divenisse la "Città libera di Tri-Insula", questo per poter proseguire il suo redditizio commercio cotoniero con gli Stati che si apprestavano a separarsi.
La macchina del consenso Democratica si preoccupò innanzitutto di mantenere le entrate e i posti di lavoro (ancora dipendenti in larga parte, come detto, dal commercio del cotone meridionale) e il sindaco in particolare contribuì a sostenere il sistema della raccomandazione e del mecenatismo politico in tutti i settori pubblici e i gangli economico-finanziari cittadini.

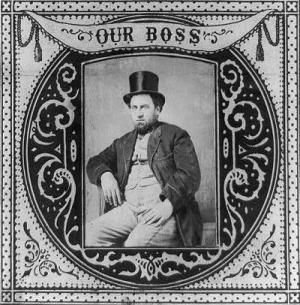
Il "Boss" Democratico newyorkese William M. Tweed, corrotto e corruttore.

Politicamente la città fu dominata dai Democratici, molti quei quali si trovavano sottoposti al controllo di una "macchina partitica" conosciuta col nome di Tammany Hall posta sotto la guida "dittatoriale" di William M. Tweed "the Boss".
Affiliato alla massoneria, con un giro d'affari stimato in $ 200 milioni ed in seguito incriminato per corruzione e concussione dalla presidenza di Ulysses S. Grant e incarcerato; gli esponenti Democratici rifacentesi alla sua protezione risulteranno eletti in numerosi uffici newyorkesi, all'assemblea legislativa statale e ai seggi della magistratura federale, spesso e volentieri attraverso mezzi palesemente illegali.
Dal 1860 al 1870 Tweed controllò la maggior parte delle nomine Democratiche cittadine, laddove invece il Partito Repubblicano tendeva a dominare la parte settentrionale dello Stato federato di New York. 

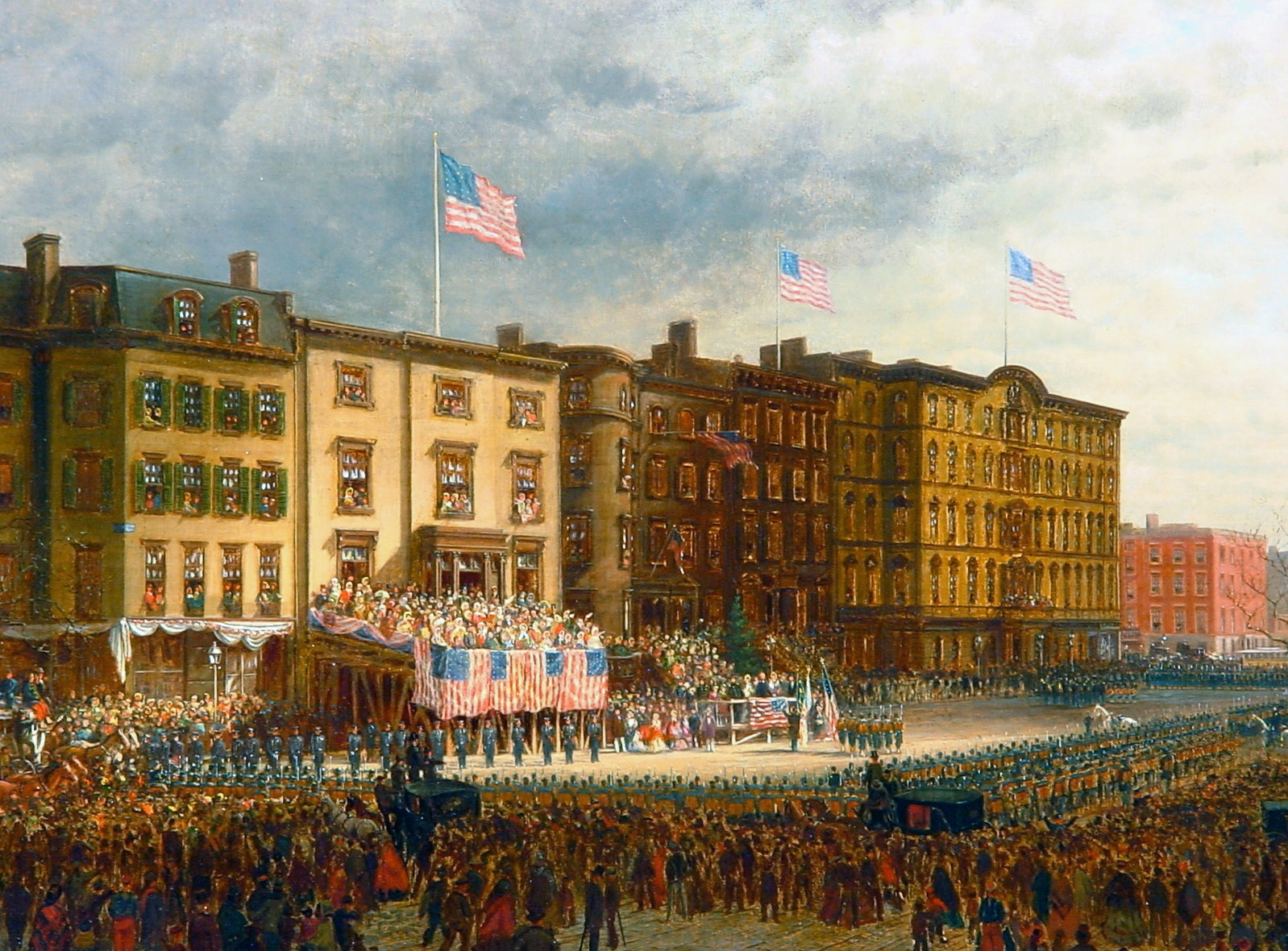
Edward Lamson Henry in Presentation of Colors, 1864, raffigura l'allestimento di due reggimenti delle United States Colored Troops presso la Club House dell'Union League di New York sulla 17ª Strada, proprio di fronte a Union Square a Manhattan.

I sostenitori di Abraham Lincoln formeranno il The Union League Club con l'intento di supportare attivamente lo sforzo bellico in particolare e le politiche presidenziali in generale.
Tutta una serie di fortezze militari, la maggior parte delle quali costruite prima dello scoppio della guerra civile, ospitò varie guarnigioni di truppe addette alla protezione dello scalo portuale - ma anche della città nel suo complesso - da possibili attacchi confederati provenienti dal mare; un timore del tutto infondato in quanto non ne avvenne mai alcuno. 

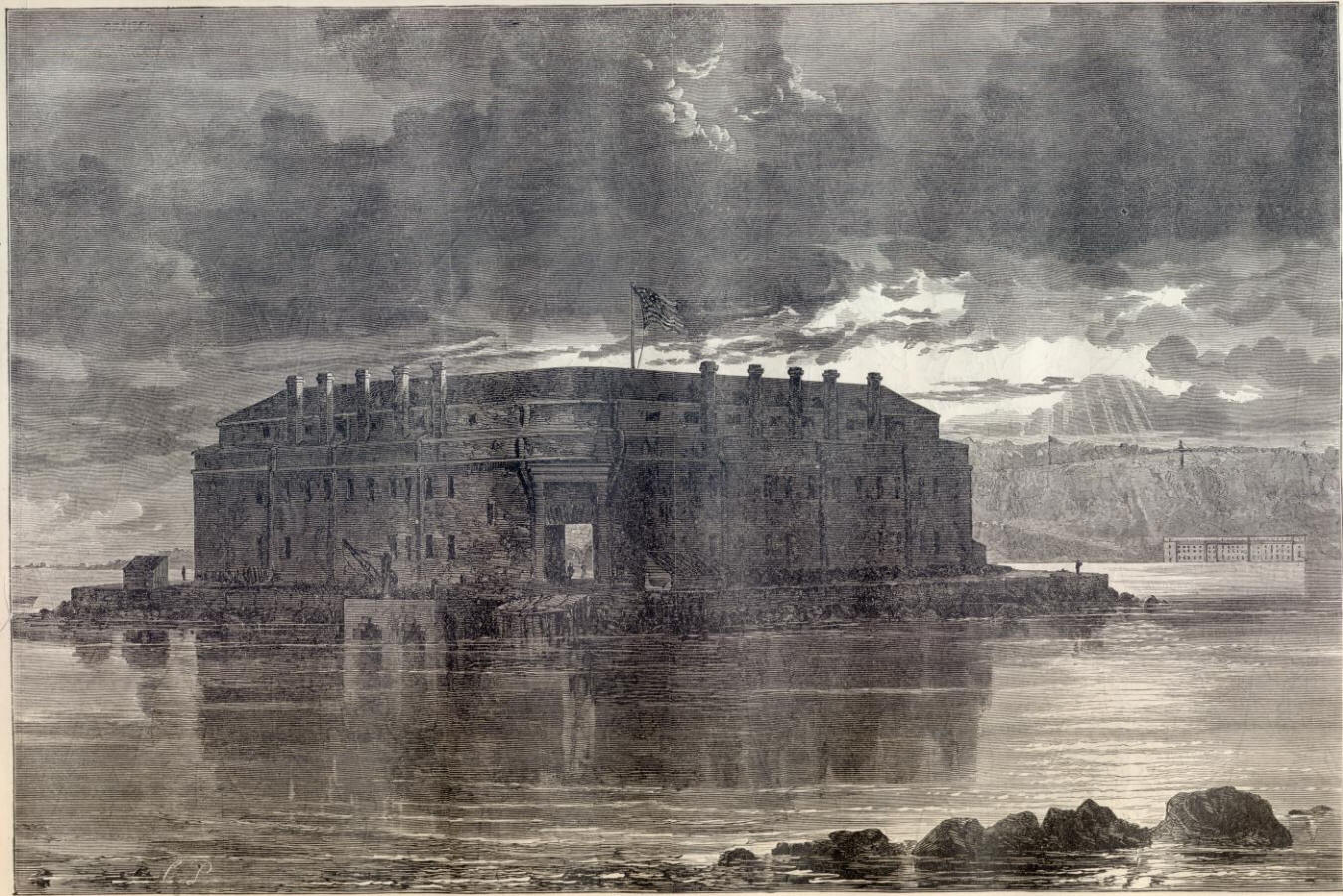
Un'illustrazione di Fort Lafayette a Brooklyn.

Fort Lafayette (soprannominato "la Bastiglia americana"), Fort Schuyler (attivo fin dal 1861) e molti altri vennero utilizzati per contenere centinaia di prigionieri di guerra sudisti.

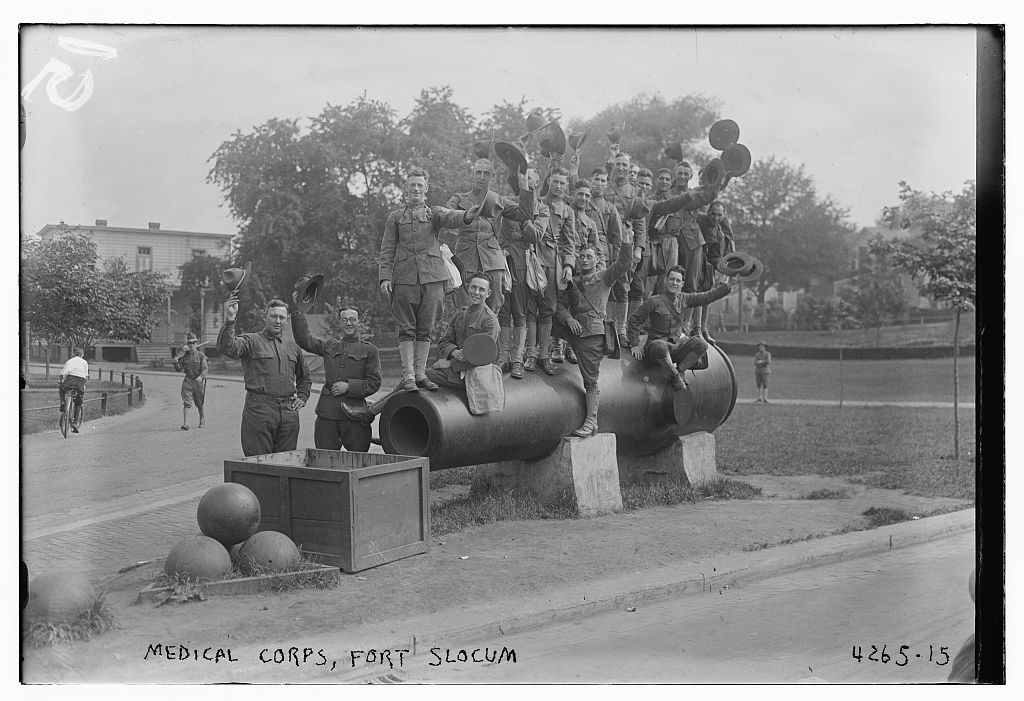
Il corpo medico di Fort Slocum in posa davanti a un cannone Rodman.

L'esercito poi istituì o ampliò diversi grandi ospedali militari tra cui il MacDougall Hospital e il De Camp General Hospital di Fort Slocum, per portare le cure necessarie al crescente numero di soldati feriti e ammalati.
Tra le innovazioni militari provenienti da New York vi fu anche il sistema "Wig-Wag Signaling", testato nel porto dal maggiore Albert James Myer per i Signal Corps nella guerra di secessione americana.
Rikers Island (dal nome di Abraham Rycken,) venne usata nella sua qualità di campo di addestramento sia per le truppe dei bianchi americani che per le United States Colored Troops per tutto il corso della durata del conflitto; questi ultimi saranno ufficialmente autorizzati ad organizzarsi e a prendere le armi a partire dal 1863, subito dopo l'emanazione definitiva del proclama di emancipazione.

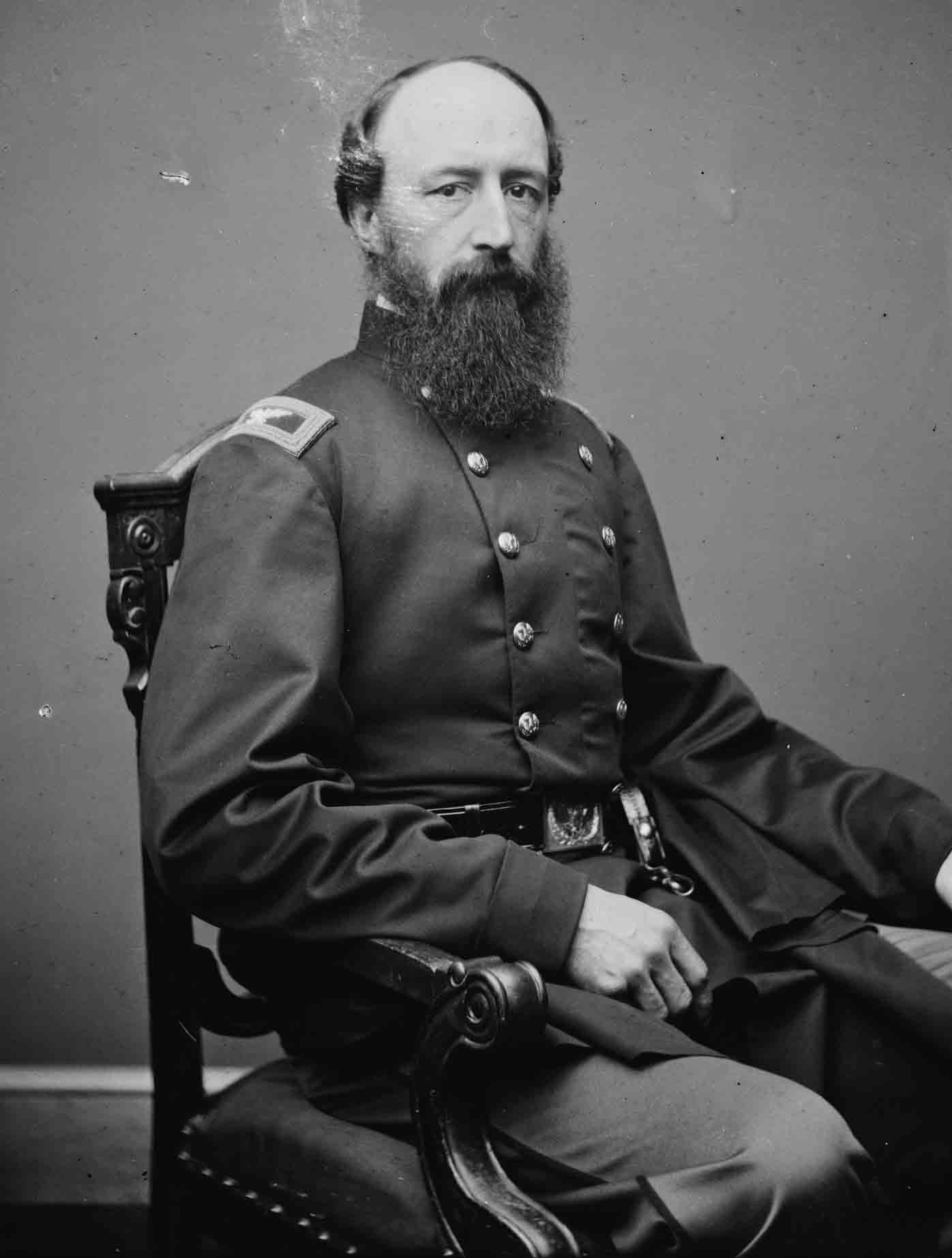
Foto del colonnello John Lafayette Riker.

Le nuove reclute furono addestrate prevalentemente a Camp Astor, chiamato così dal nome del milionario John Jacob Astor III, che fornì i progettati finanziamenti per l'esercito. Tra i primi reggimenti quivi addestrati vi saranno gli "zuavi di Anderson" (il 62nd New York Volunteer Infantry Regiment) comandati dal colonnello John Lafayette Riker, un discendente in linea diretta della famiglia che aveva precedentemente posseduto l'intera isola.
Il New York Navy Yard, fondato nel 1801 a Brooklyn, fu un'importante struttura per la costruzione e la riparazione delle navi da battaglia corazzate dell'Union Navy; entro il secondo anno di guerra il cantiere navale si era espanso fino al punto da impiegare all'incirca 6.000 operai.

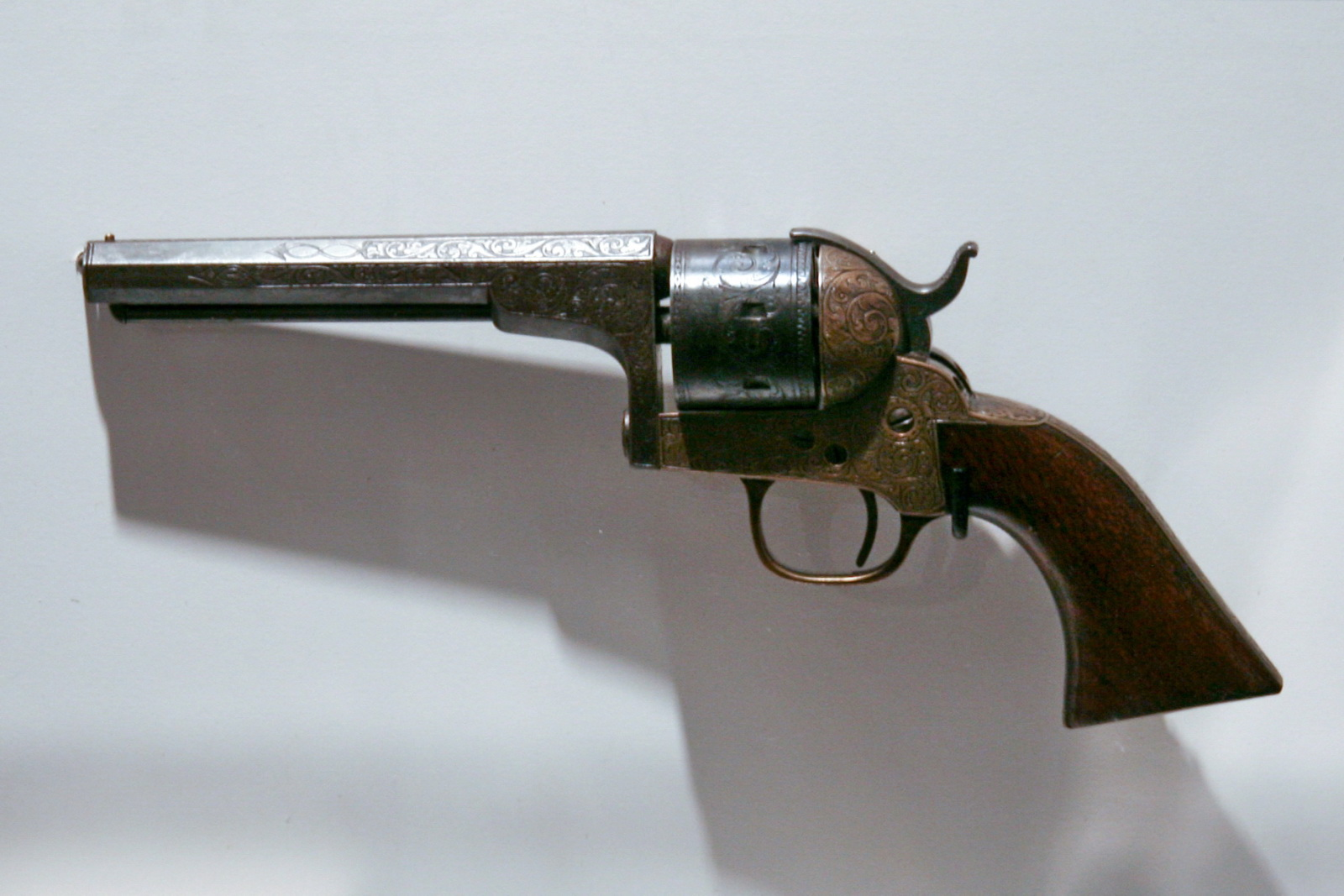
La rivoltella 8 mm della Colt's Manufacturing Company.

Ma oltre alle fabbriche governative altre centinaia di piccole imprese private sparse un po' ovunque in tutta l'area metropolitana - un esempio indicativo fu la National Arms Company della Colt's Manufacturing Company - produssero equipaggiamenti militari (rivoltelle 8 mm), forniture, articoli vari e oggetti di uso e conforto per i soldati impegnati sul Fronte nel quadro del Teatro Orientale della guerra di secessione americana.

## Reclutamento dei volontari
Nonostante diverse obiezioni di natura eminentemente politica espresse davanti alla richiesta di volontari da parte di Lincoln per prestare servizio nell'Union Army subito dopo il bombardamento e la battaglia di Fort Sumter i newyorkesi nella generalità dei casi si precipitarono in massa negli uffici di reclutamento, o quanto meno accrebbero in maniera sostanziale il loro sostegno finanziario e di altro tipo per le truppe coinvolte.

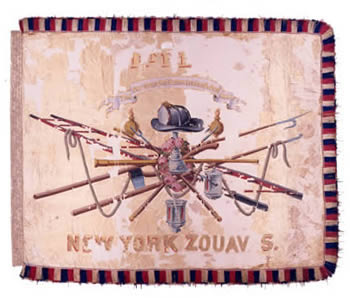
Simbolo del 11th New York Volunteer Infantry Regiment.

In un lasso di tempo di 3 mesi la città arrivò a raccogliere $ 150.000.000 da dedicare allo sforzo bellico; entro la fine di maggio del 1861 si erano oramai addestrati più di 30.000 uomini, compresi i celebri "New York Fire Zouaves" (11th New York Volunteer Infantry Regiment) posti sotto la direzione dell'amico personale del presidente Elmer Ellsworth (poco dopo primo ufficiale perito nella guerra civile). Le truppe sfilarono attraverso Broadway tra le grida entusiaste della folla raccoltasi per assistere ed incoraggiare coloro che stavano partendo per il Fronte.
Nel corso degli anni del conflitto sarebbero stati inviati un totale di oltre 100.000 soldati di origini newyorkesi accorsi da tutto lo Stato; basandosi sui registri ufficiali statali la città fece partire 150.000 volontari, escluse le decine di migliaia di appartenenti alla milizia richiamati in via temporanea durante le varie emergenze in tempo di guerra. A questi vanno aggiunti da 30 a 50.000 uomini i quali si unirono all'Union Navy dalle banchine portuali.

Foto del colonnello Hiram Berdan.

Oltre agli zuavi anche altri reggimenti formati e cresciuti a New York sarebbero divenuti assai importanti tra le file dell'esercito, tra i quali ebbero modo di distinguersi il 1st U.S. Sharpshooters sotto il comando del colonnello Hiram Berdan, il 9th New York Volunteer Infantry Regiment (gli Hawkins 'Zouaves) e il 10th New York Volunteer Infantry Regiment (la "National Guard Zouaves").
Nel 1862 George Opdyke risulterà eletto in qualità di sindaco di New York; a differenza del suo più che ambiguo predecessore questi fu un convinto sostenitore del presidente fin da prima della guerra. Egli lavorerà duramente per dare l'addestramento necessario ad un numero sempre più crescente di truppe statali, oltre che per prevenire un possibile panico economico-finanziario a Wall Street quando i successi bellici unionisti si fecero carenti, indebolendo in tal modo anche gli scambi commerciali.
Sotto la sua guida e direzione vennero rinnovati gli sforzi per ottenere il reclutamento volontario, particolarmente mirati alla vasta offerta di immigrati di cui la grande città poteva largamente disporre.

## Tumulti

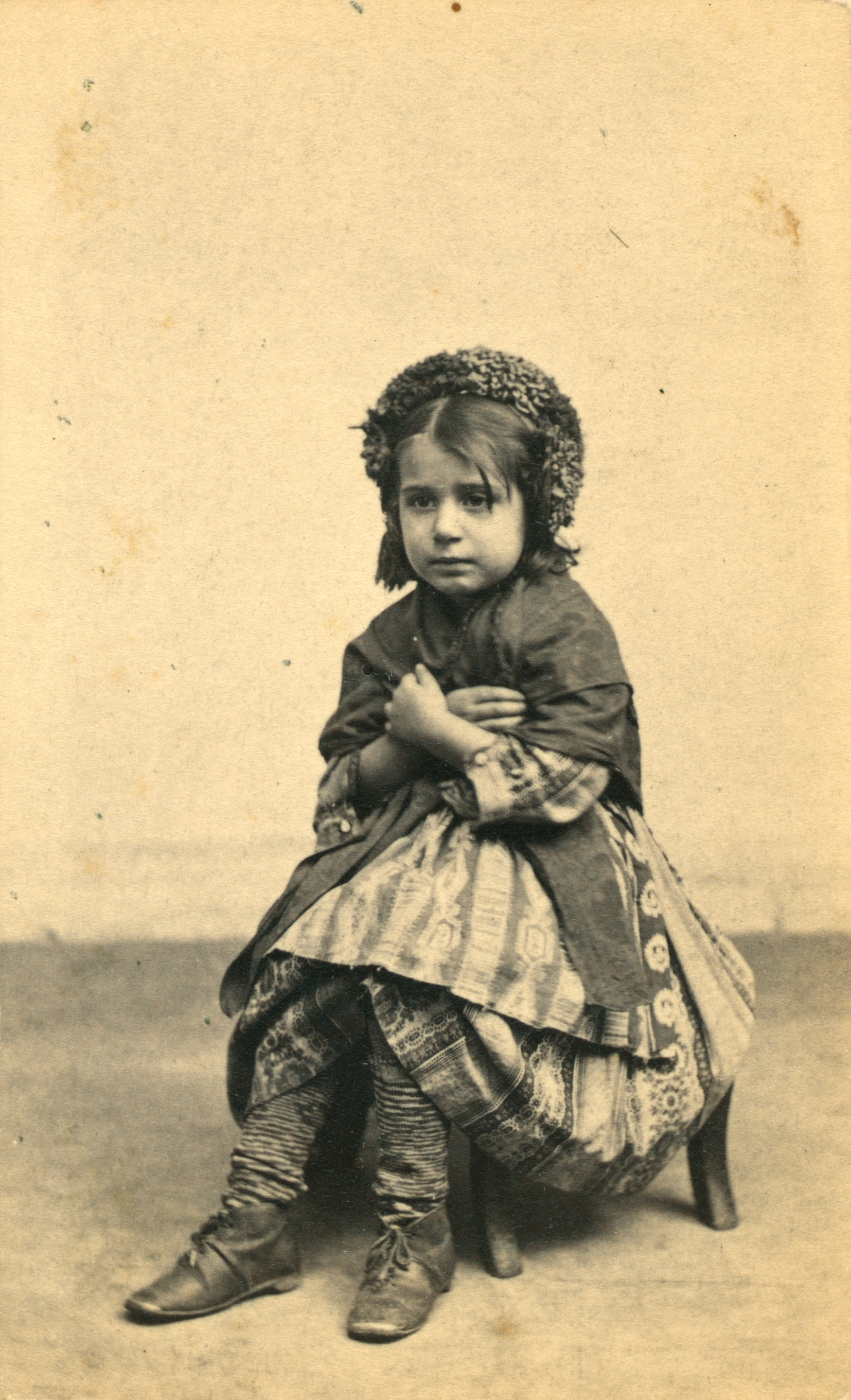
Una bambina italoamericana a Broadway attorno al 1861.

Sia la presidenza di Abraham Lincoln che i più quotati elementi Repubblicani del Congresso, preoccupati per l'alto numero di truppe veterane le cui condizioni di arruolamento (per un periodo di 3 anni) si trovavano in scadenza imminente - e volendo portare il più presto possibile ad una conclusione del conflitto - riuscirono a fare approvare una legislazione sulla coscrizione in vista di un auspicato aumento del numero di volontari arruolati.
Il "Draft Week" lungo le vie cittadine era previsto per la metà di luglio del 1863. A causa dello scatenarsi dell'opposizione violenta al disegno di legge Lincoln si troverà costretto ad inviare diversi reggimenti di milizie e truppe di volontari (alcune delle quali appena ritornate vittoriose dal campo della battaglia di Gettysburg di una decina di giorni prima) per riportare la piazza sotto controllo.

I rivoltosi cosiddetti "pacifisti" furono migliaia, in prevalenza irlandesi americani affiliati alla Chiesa cattolica negli Stati Uniti d'America: reclamarono l'immediato cessate il fuoco distruggendo opere pubbliche, saccheggiando e dando alle fiamme abitazioni e imprese commerciali, assassinando e sottoponendo a linciaggio almeno 120 persone inermi, per lo più afroamericani.
Inizialmente intenzionati ad esprimere tutto il loro dissenso nei confronti del progetto di leva obbligatoria (gli uomini più ricchi potevano sempre pagare una recluta che li sostituisse in via ufficiale), le proteste dei manifestanti rapidamente degenerarono in disordini civili contro i Repubblicani e specialmente contro i neri liberi residenti in città (accusati perlopiù di "rubare il lavoro agli onesti bianchi"): fu una delle prime e peggiori esplosioni di razzismo negli Stati Uniti d'America a sfondo politico-sociale.
Le condizioni creatasi divennero tali che il maggior John Ellis Wool dichiarerà pubblicamente già il 16 luglio: "la legge marziale dovrebbe essere proclamata al pi presto, ma anche così facendo non ho a disposizione una forza sufficiente per farla rispettare".

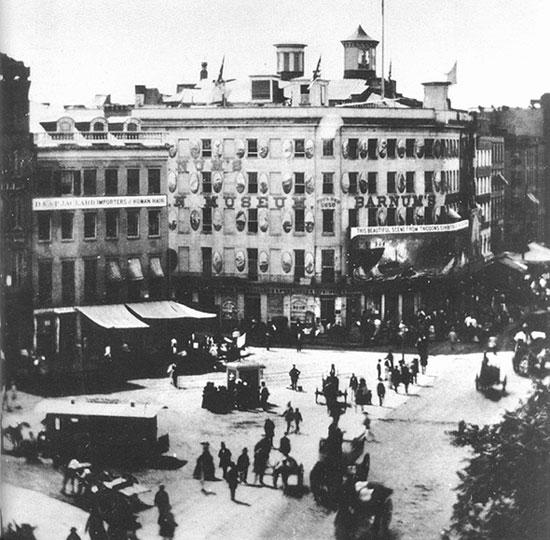
Il Barnum's American Museum in una foto del 1858.

Utilizzando l'artiglieria - fatta appositamente piazzare nei centri nevralgici delle strade di scorrimento - e la baionetta fissa dopo il primo giorno di scontri virulenti i militari riusciranno in qualche modo a disperdere la folla dei facinorosi, ma non prima che numerosi edifici venissero saccheggiati e incendiati tra cui molte residenze private, gli uffici del New York Tribune, un orfanotrofio per bambini afroamericani e il Barnum's American Museum delle stranezze (dal nome del suo creatore Phineas Taylor Barnum).
Il pacifismo dei Copperheads anti-Lincoln si era ancora una volta espresso in tutta la sua caratteristica di virulenta violenza, dopo i collaudati disordini di Baltimora di due anni prima.

## Mass media e guerra

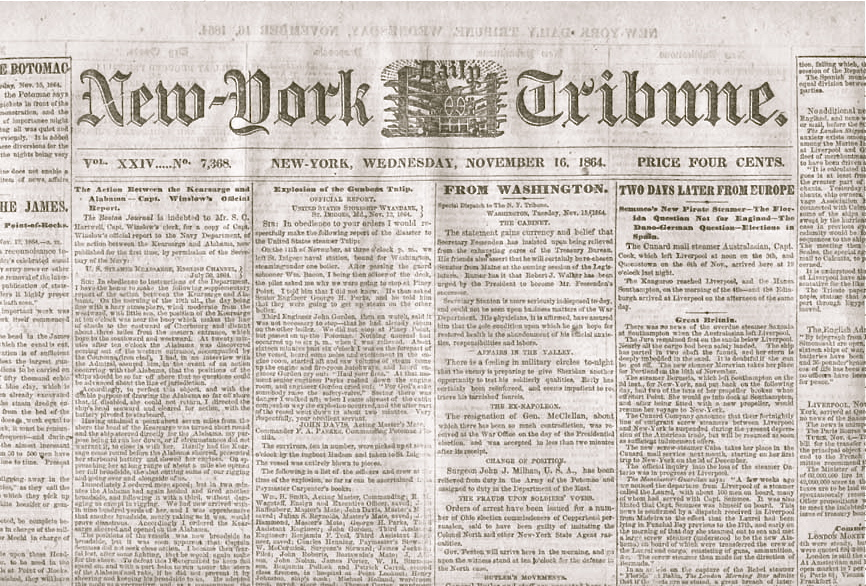
La prima pagine del New York Tribune nel 1864.

New York poteva contare di un gran numero di quotidiani e periodici molto letti, la cui influenza di dipanava in tutta la nazione. Horace Greeley, uno dei fondatori del Partito Repubblicano trasformò e valorizzò il suo Tribune fino a farlo diventare il più influente ed ascoltato giornale statunitense nei decenni compresi tra il 1840 e il 1870: apertamente schierato con le tesi dell'abolizionismo negli Stati Uniti d'America.
L'abile giornalista lo utilizzò per promuovere prima il Partito Whig e successivamente la neonata formazione Repubblicana, così come la lotta serrata alla pratica dello schiavismo e dando il proprio appoggio ad altri movimenti dediti al riformismo sociale, tra i quali il femminismo negli Stati Uniti d'America proprio allora in via di definizione.
Greeley, che durante la crisi secessionista esplosa al termine della presidenza di James Buchanan aveva subito sposato la linea dura contro i ribelli, divenne la voce più ascoltata dei Radical Republicans per tutta la durata della guerra, mettendosi di traverso ai tentativi di mantenere invece la questione in termini moderati come veniva sollecitata a più riprese dal presidente. Installò anche davanti alla sede una Gatling (mitragliatrice).
Nel 1864 aveva però perduto molto del suo controllo sul giornale, ma scrisse un celebre editoriale in cui esprimeva tutto il proprio disfattismo riguardo alle possibilità effettive di riconferma di Lincoln alle elezioni presidenziali del 1864; con i suoi editoriali ristampati da una costa all'altra dell'Oceano, il suo forte pessimismo venne ampiamente letto e commentato.
Grrely ricevette dal presidente anche la celebre lettera in cui esplicita i propri più riposti intenti:
(Abraham Lincoln)
Il New York Herald, il cui proprietario era James Gordon Bennett Sr., non mancò mai l'occasione di criticare regolarmente l'amministrazione e le politiche assunte dal presidente; questo sebbene il suo quotidiano sostenesse fortemente l'Unione (guerra di secessione americana). Aveva altresì appoggiato il Democratico sudista John C. Breckinridge all'inizio della campagna elettorale per le elezioni presidenziali del 1860, per poi passare repentinamente a favore di John Bell (politico).
In occasione della tornata elettorale del 1864 ancora una volta Bennett promosse lo sfidante di Lincoln, l'ex Comandante generale dell'esercito statunitense Democratico George McClellan, seppur non approvando mai ufficialmente nessun candidato.
Oltre che dei giornali nazionali più potenti New York era anche la base delle rotative di diversi altri periodici come Harper's Weekly, il Frank Leslie's Illustrated News e il New York Illustrated News. Il vignettista satirico politico Thomas Nast divenne un assai noto commentatore della guerra e gli sforzi da lui intrapresi contribuirono a stimolare il patriottismo e il fervore nei riguardi dell'unità nazionale così gravemente compromessa dai secessionisti.

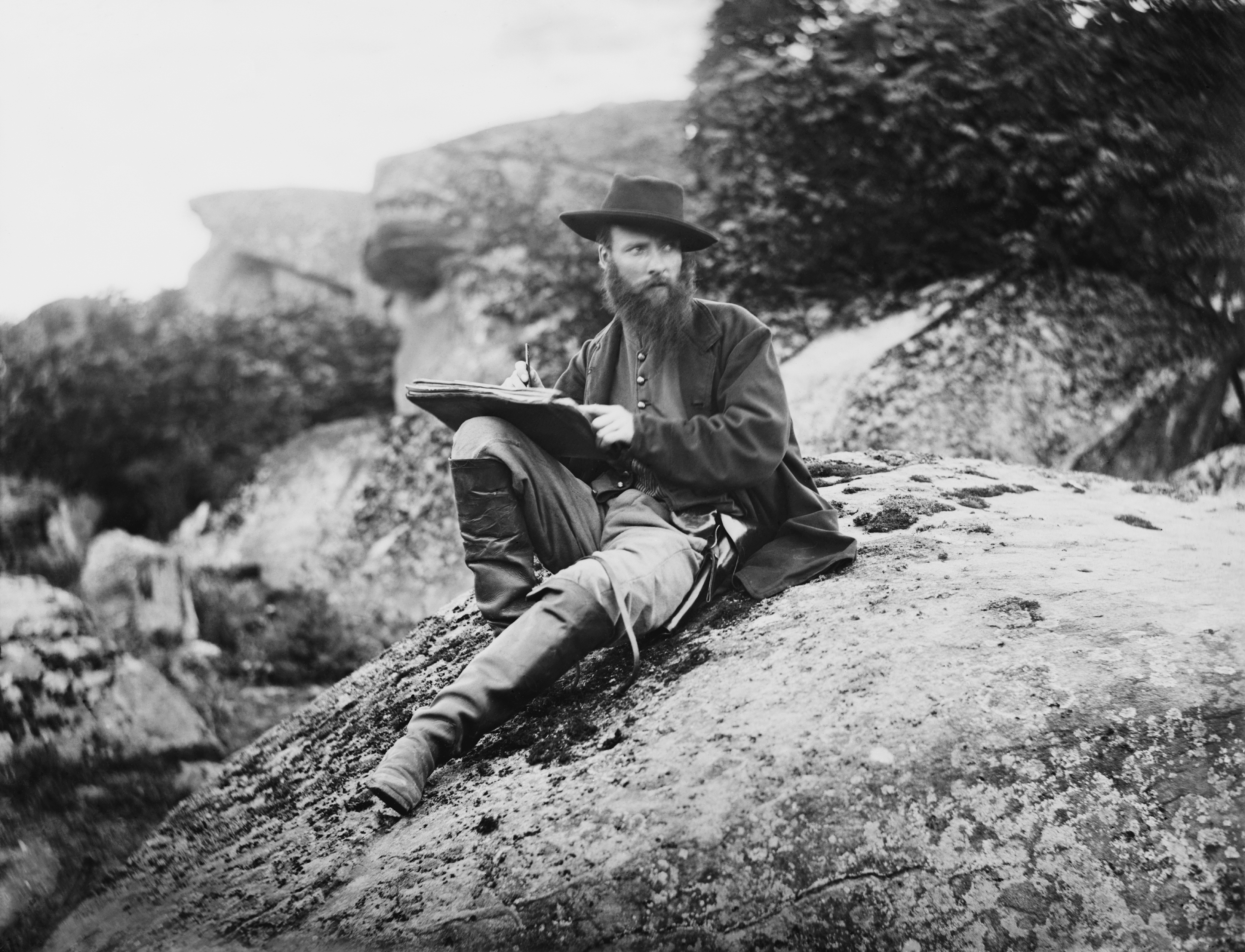
Alfred Rudolph Waud nel 1863 in una foto di Timothy O'Sullivan.

Innumerevoli corrispondenti di guerra, fotografi di guerra sul campo e artisti come Alfred Rudolph Waud contribuiranno a fornire al pubblico civile resoconti di prima mano provenienti direttamente dal quartier generale dell'Armata del Potomac nel quadro del Teatro Orientale e da quello dell'Armata del Tennessee nel Teatro Occidentale.
Due giornalisti del Brooklyn Eagle cospirarono per sfruttare la situazione finanziaria durante la prima parte del 1864, una trama divenuta nota come "Civil War gold hoax" (la bufala dell'oro della guerra civile). Il 18 di maggio 2 giornali newyorkesi, il New York World - organo ufficiale Democratico - e il New York Journal of Commerce, affermarono che si stesse prendendo in seria considerazione un ulteriore arruolamento di oltre 400.000 uomini e nel contempo sostituire le riserve auree.
I prezzi delle azioni quotate nella borsa valori presero drasticamente a calare al New York Stock Exchange (la borsa di New York) quando gli investitori, presi dal panico scaturito dalla falsa notizia, iniziarono a comprare il bene rifugio per eccellenza, ossia oro (già acquistato a prezzi inferiori dai due truffaldini): il suo valore ebbe quindi un'impennata del 10%. I funzionari preposti al controllo delle operazioni finanziarie riusciranno infine a rintracciare la fonte della storia grazie all'aiuto porto loro dai rivali del Brooklyn: i responsabili finirono in manette e il giornale fatto chiudere d'autorità per qualche giorno.

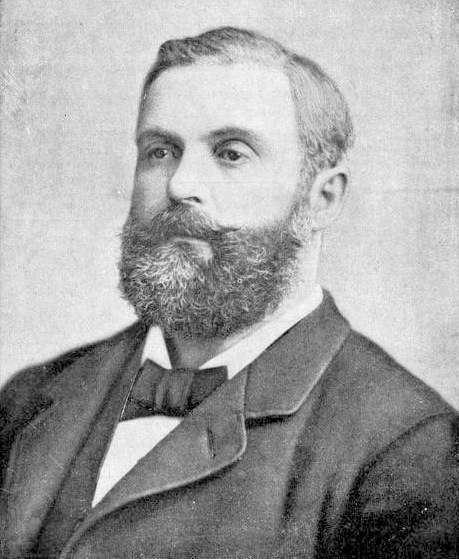
Thomas Wallace Knox.

Thomas Wallace Knox, uno dei giornalisti veterani del New York Herald avverso a Lincoln, pubblicò invece una serie di attacchi feroci contro il maggior generale William Tecumseh Sherman e la sua Armata; questi, intrisi di illazioni e diffamazione, contribuiranno alla speculazione inerente alla salute mentale del comandante unionista.
Knox fece stampare inoltre importanti informazioni relative alla delicata Campagna di Vicksburg in pieno corso a metà del 1863 e che lo portarono ad essere accusato, sottoposto a procedimento giudiziario ed infine ritenuto colpevole di "disobbedienza agli ordini", sebbene fosse riuscito ad ottenere l'assoluzione per la ben più grave accusa di spionaggio.

## Elezioni presidenziali del 1864 e terrorismo sudista
Un discreto numero di agenti segreti sudisti dediti allo spionaggio industriale-militare operarono a New York durante il tempo di guerra, fornendo informazioni preziose al governo secessionista sulla presenza e quantità effettiva delle truppe, sulle discussioni politiche riservate in corso e finanche sulle spedizioni militari.
Alcune di queste spie pianificarono un atto di terrorismo per l'Election Day di novembre; l'intenzione era quella di appiccare diversi incendi dolosi ad alcuni importanti alberghi cittadini. La cospirazione venne inizialmente sventata grazie ad un agente che faceva il doppio gioco il quale consegnò le comunicazioni intercorse tra le spie assoldate e il presidente degli Stati Confederati d'America: una massiccia presenza militare messa velocemente in campo poté così sventare i piani di sabotaggio e scoraggiare i loro esecutori.
Il giorno delle elezioni, l'8 di novembre, trascorse quindi senza alcun incidente rilevante. Ma il 25 successivo i sabotatori riusciranno infine a colpire, dando alle fiamme diversi hotel e ad altri punti di riferimento simbolici e cruciali della città tra cui il Barnum American museum il quale era appena stato ricostruito dopo essere stato colpito nel corso dei disordini di New York scatenatisi appena l'anno precedente.

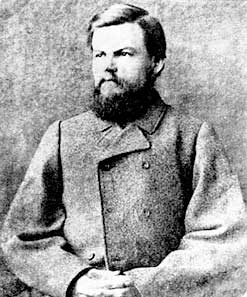
La spia terrorista sudista Robert Cobb Kennedy.

I vigili del fuoco accorsi prontamente estinsero la maggior parte dei focolai, mentre gran parte dei cospiratori dovette in fretta e furia riparare oltre il confine canadese. L'ex ufficiale confederato Robert Cobb Kennedy tuttavia fu arrestato, processato dalla corte marziale e sottoposto ad impiccagione a Fort Lafayette- proprio di fronte alla baia del porto di New York - il 25 marzo del 1865.

## Personalità cittadine

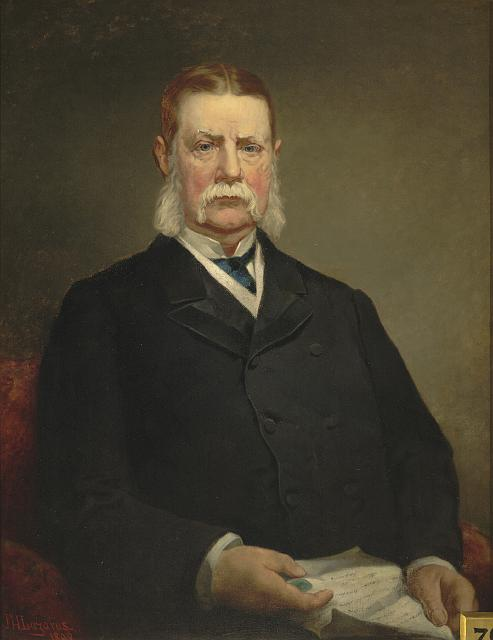
John Jacob Astor III, finanziere.
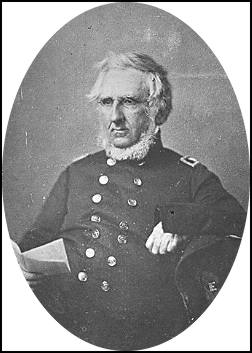
Richard Delafield, responsabile della difesa di New York.
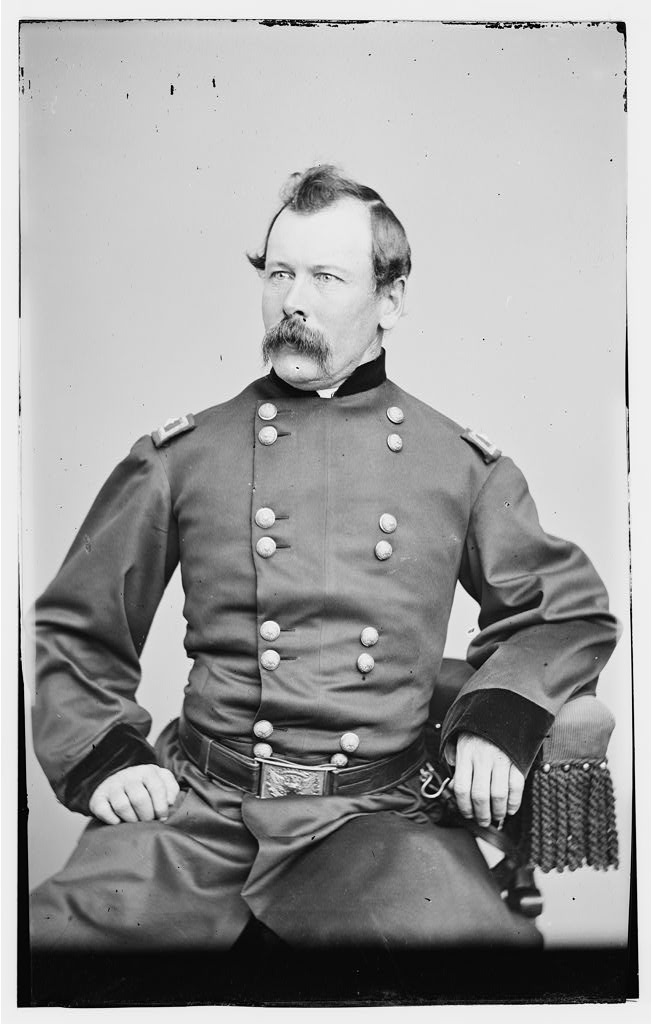
Thomas Casimer Devin, comandante di cavalleria
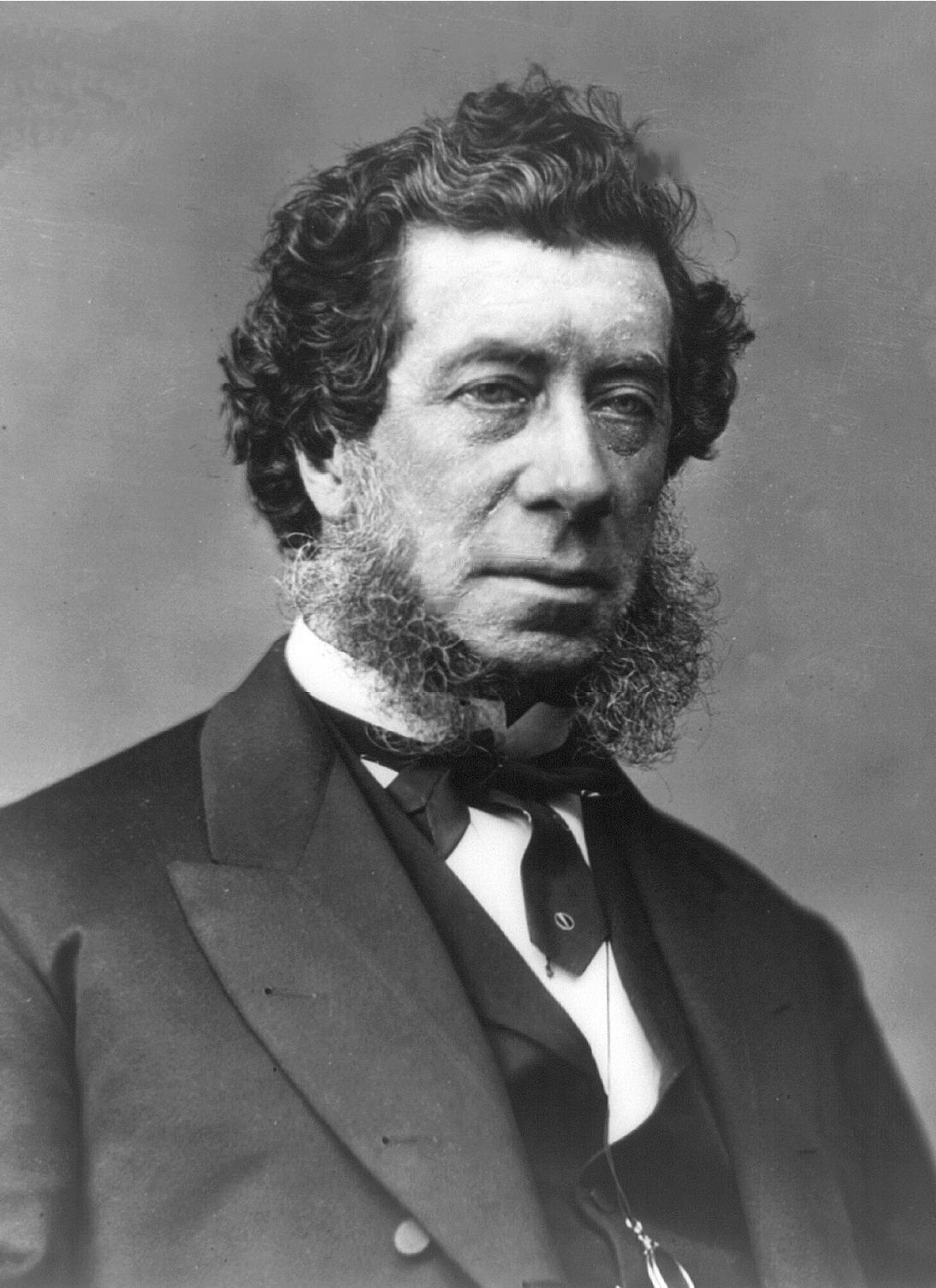
Hamilton Fish, politico e futuro Segretario di Stato degli Stati Uniti d'America durante la Presidenza di Ulysses S. Grant.
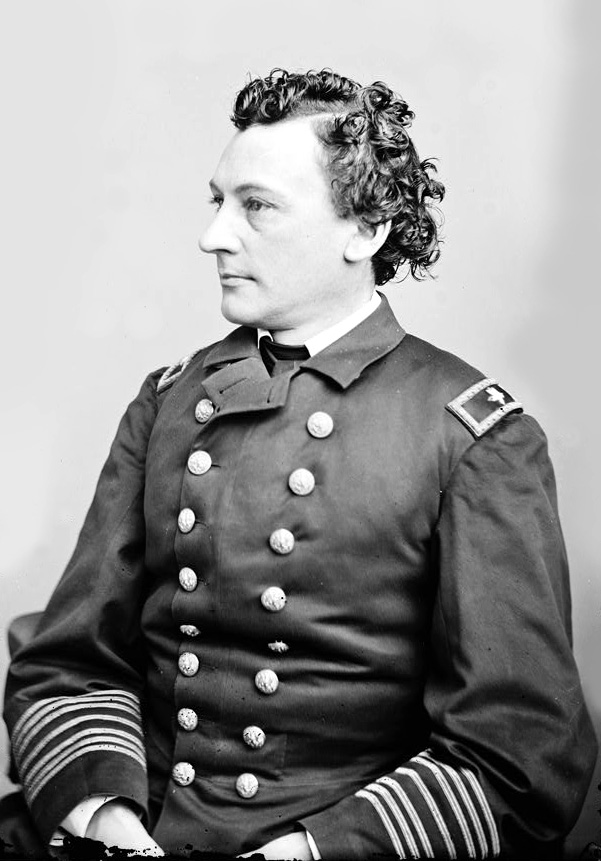
Benjamin Franklin Isherwood, ufficiale dell'Union Navy e del corpo del genio militare.
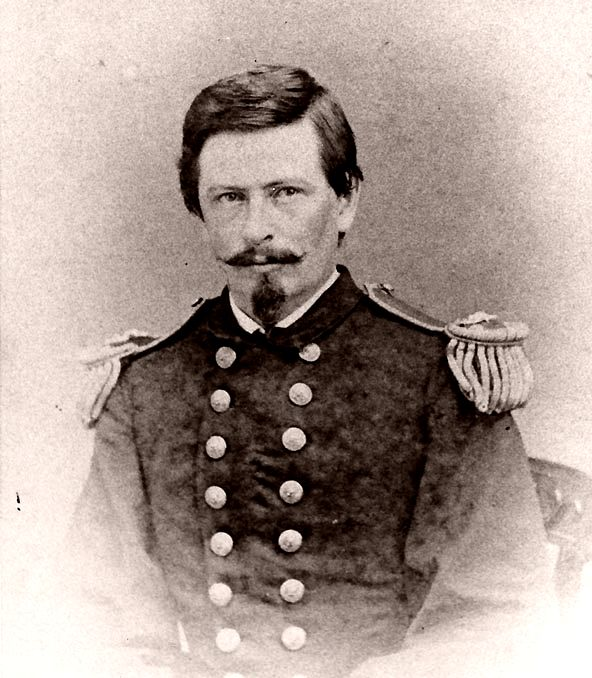
Alexander Slidell MacKenzie, ufficiale dell'Union Navy.
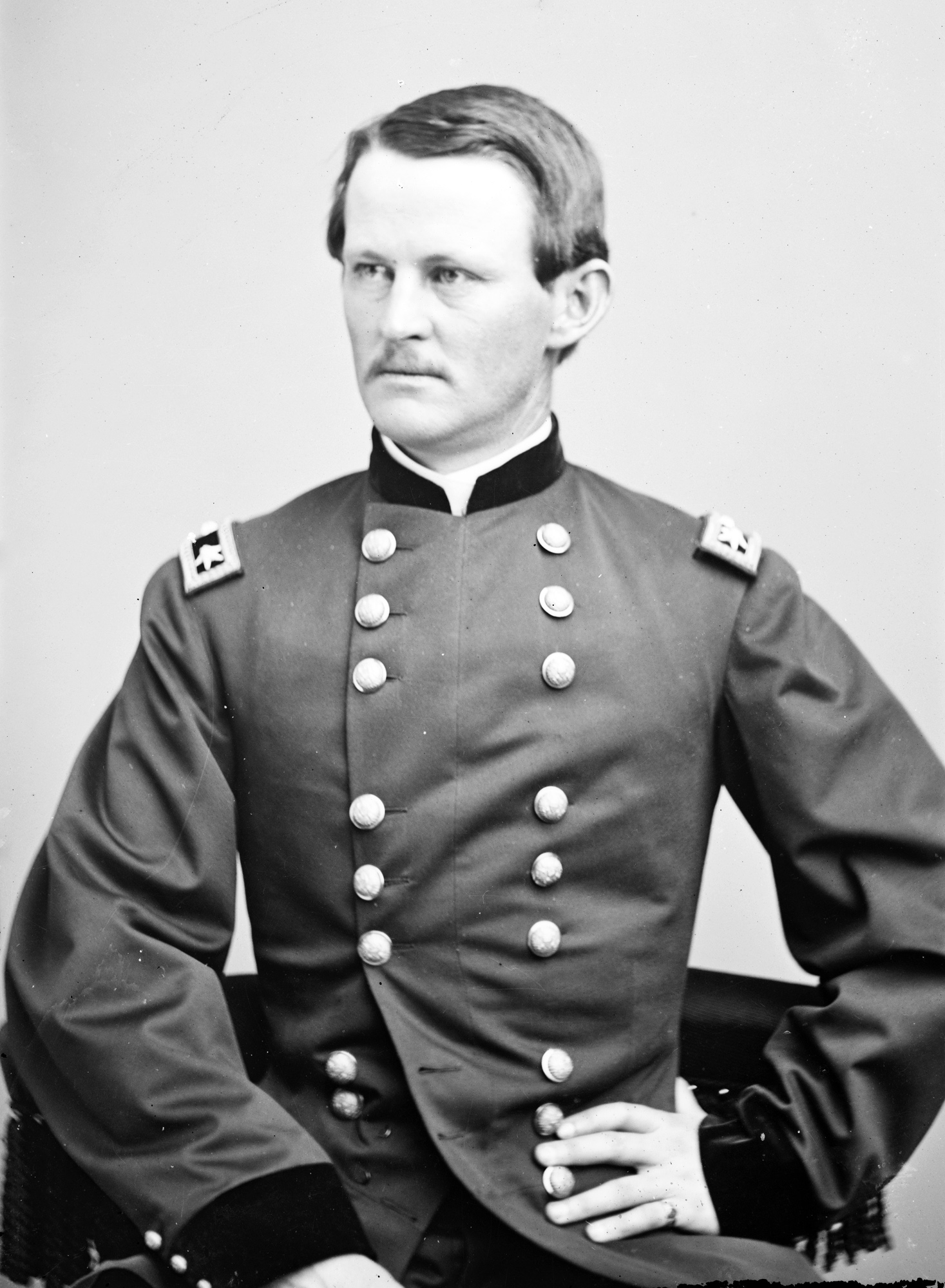
Wesley Merritt, generale cavalleggero dell'Union Army
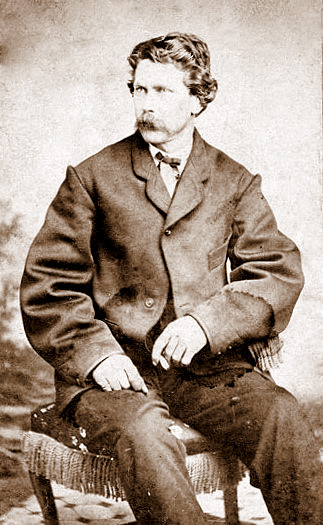
Timothy O'Sullivan, pioniere della storia della fotografia.
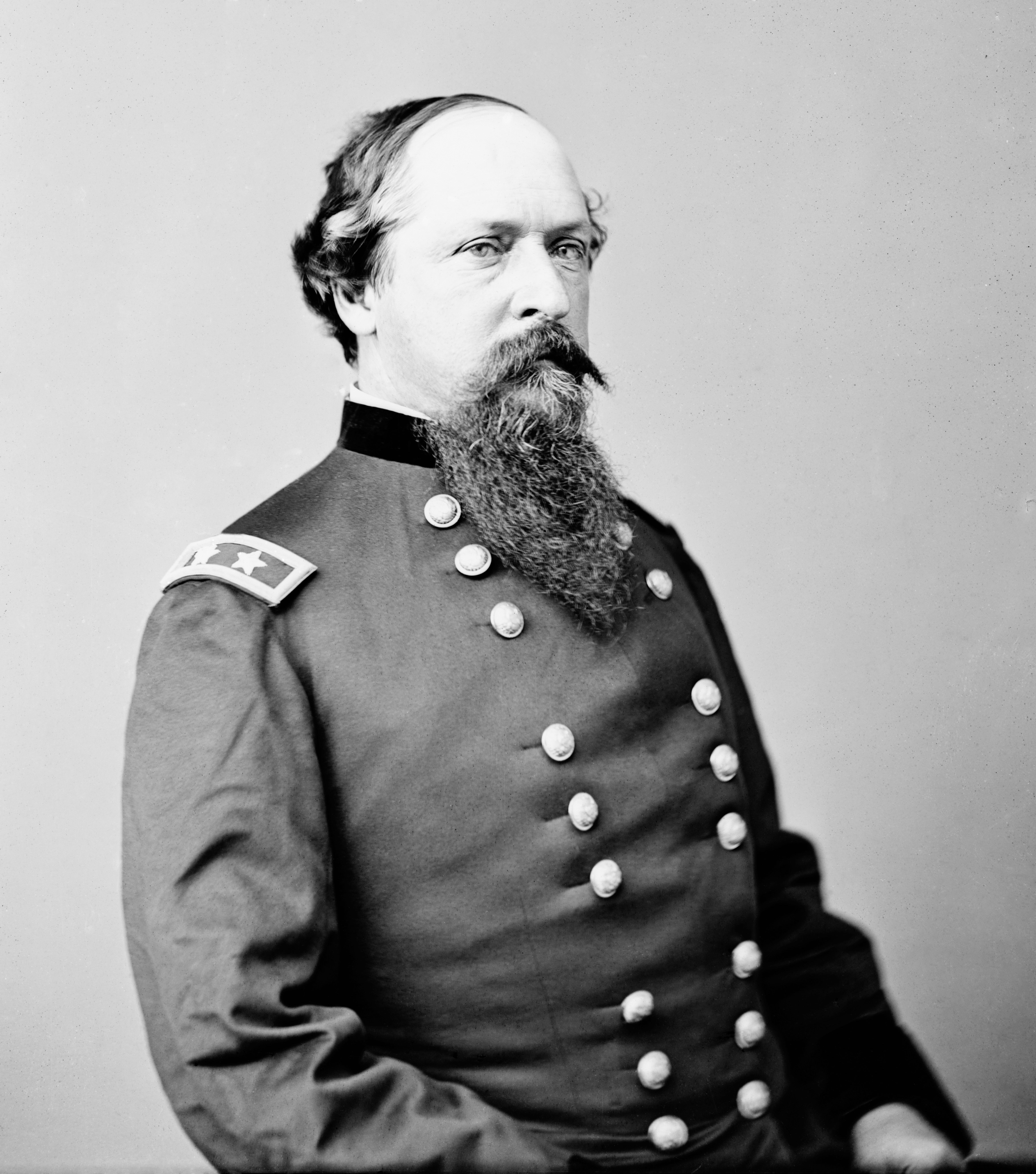
James Brewerton Ricketts, generale dell'Union Army.
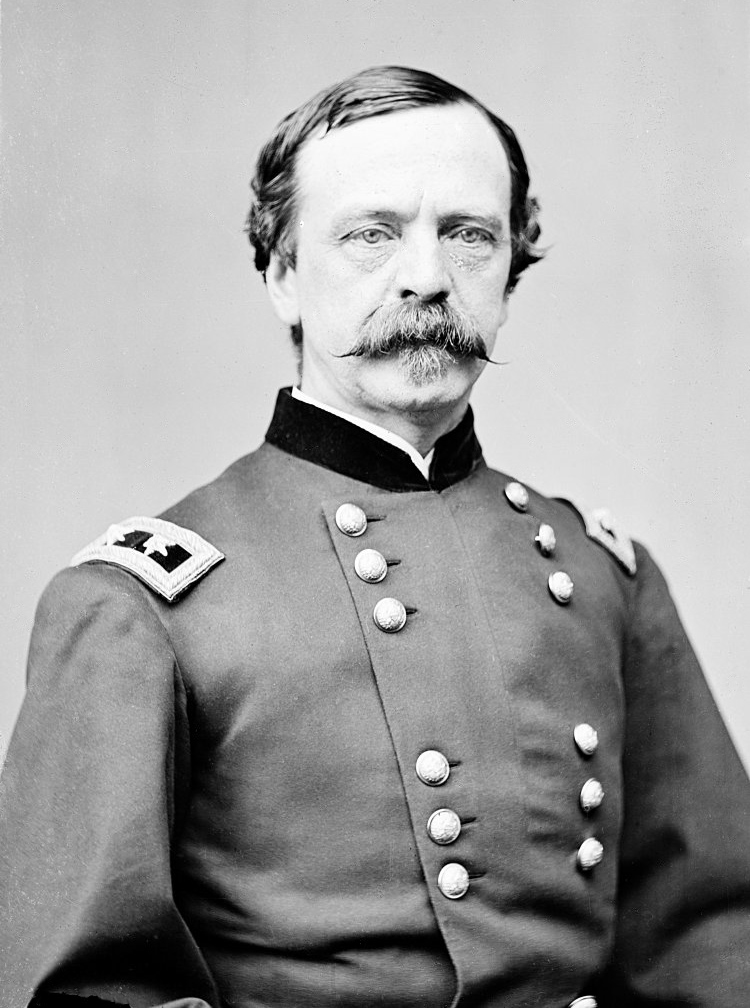
Daniel Sickles, comandante di Corpo d'armata dell'Armata del Potomac.
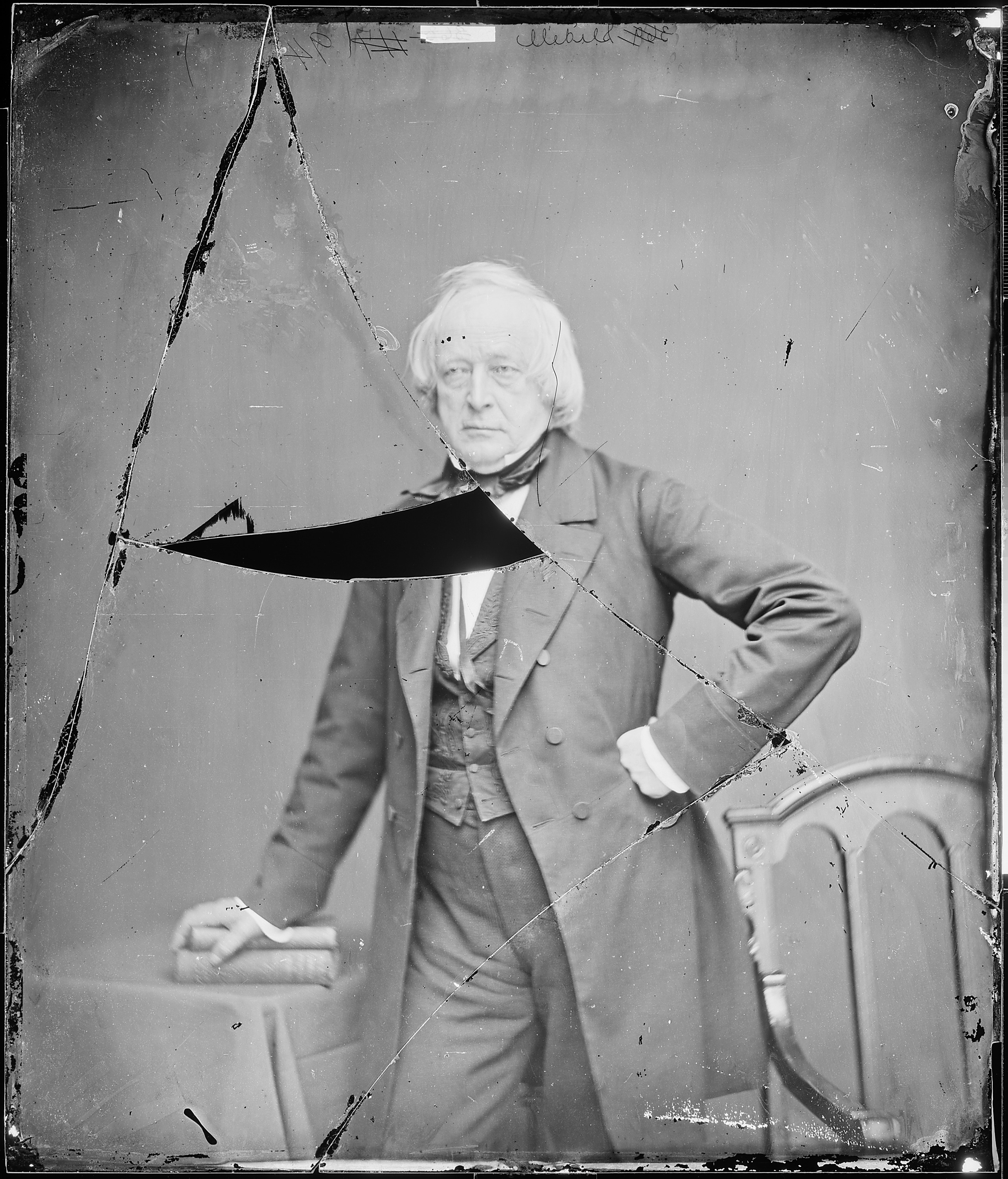
John Slidell, spia sudista.
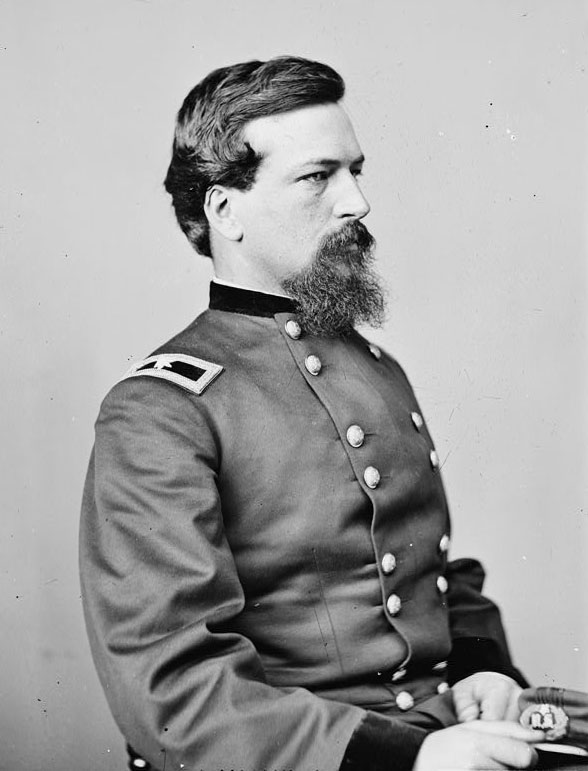
Alexander Stewart Webb, comandante di Divisione dell'Armata del Potomac.